# Kitchen Impossible/Die Weihnachts-Edition
Die als Weihnachts-Edition bezeichneten Folgen der von VOX ausgestrahlten Kochsendung Kitchen Impossible werden seit Dezember 2017, somit erstmals zwischen Staffel 2 und 3, einmal jeweils jährlich erstausgestrahlt, wobei es gilt, zwei Köche im Wettstreit mit zwei anderen, ein komplettes traditionelles Weihnachtsmenü nachzukochen zu lassen.

## Duellanten und Ausstrahlung

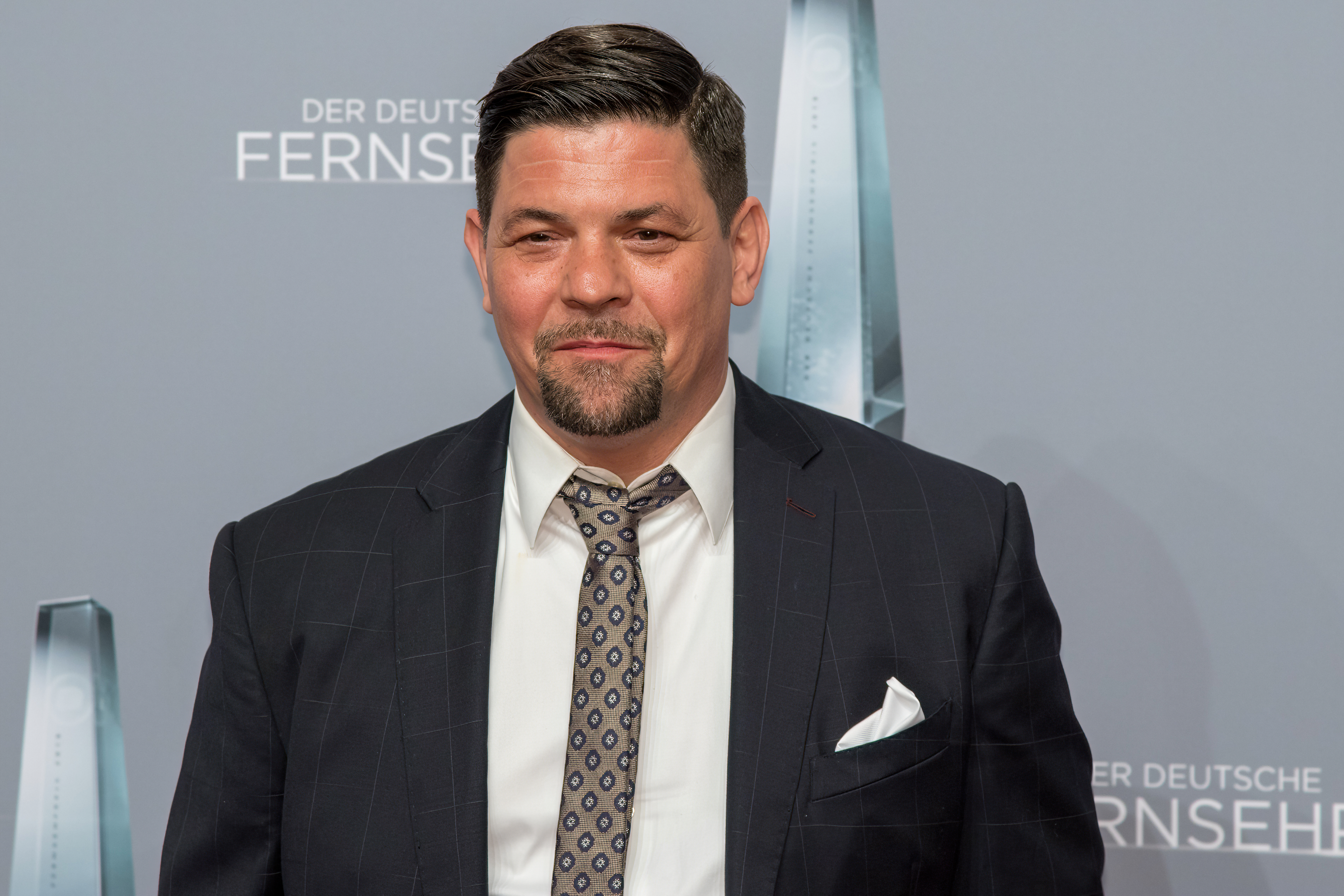
Tim Mälzer

In der ersten Folge, deren Ausstrahlung am 10. Dezember 2017 erfolgte, traten Tim Mälzer und Tim Raue gegen Christian Lohse und Roland Trettl an. Von dieser Folge an, sind Mälzer und Raue immer als Teil der Duellanten gesetzt, manchmal im Team, in manchen Folgen gegeneinander. Auch in der für das Jahr 2018 produzierten Folge traten sie abermals als Team an und duellierten sich erneut mit Trettl, welcher dieses Mal von Peter Maria Schnurr unterstützt wurde.
2019 traten Mälzer und Tim Raue erstmals nicht im Team miteinander, sondern gegeneinander an. Mälzer wurde dabei von Mario Lohninger unterstützt, Raue vom abermals auftretenden Roland Trettl. Die Ausstrahlung erfolgte am 15. Dezember 2019.
Neben den üblichen Kontrahenten Tim Mälzer und Tim Raue nahmen Max Strohe und The Duc Ngo an der Weihnachts-Edition des Jahres 2020 teil, wobei Mälzer und Raue wie im Jahr zuvor gegeneinander angetreten sind. Mälzer wurde dabei von Strohe unterstützt, Raue von Ngo. Die Erstausstrahlung der Folge erfolgte am 13. Dezember 2020.
2021 treten die beiden österreichischen Köche Sepp Schellhorn und Konstantin Filippou, die beide bereits zuvor Herausforderer Mälzers in Episoden vorangegangener regulärer Staffeln waren, wie Schellhorn auch in der 2. Weihnachts-Edition aus 2018 als Ausrichter der an beide Tims gestellten Aufgabe zu sehen war, erstmals gegen die entsprechend wieder als Gespann antretenden Mälzer und Raue an. Zur Ausstrahlung, welche eine Woche nach einer der siebten Staffel zugerechneten Folge mit Monika Fuchs erfolgte, kam es am 19. Dezember 2021. Die Ausstrahlung im Jahr 2022 ist am 11. Dezember 2022 erfolgt. Angetreten sind wie üblich Tim Mälzer und Tim Raue, hier wieder gegeneinander, erneut Max Strohe, welcher bereits zwei Jahre zuvor zu sehen war und nun Raue unterstützt, und erstmalig Ludwig Maurer, wobei dieser ein Team mit Mälzer bildet. Zur Ausstrahlung einer neuen Weihnachts-Edition im Jahr 2023 soll es am 3. Dezember 2023 kommen, damit so zeitig im Monat Dezember, wie noch nie zuvor. Teilnehmer an der Ausgabe sind neben Tim Mälzer und Tim Raue, Hans Neuner, der zuvor bereits mehrfach im Rahmen der Sendung als Konkurrent und Originalkoch in Erscheinung getreten war, als auch Johann Lafer. Dabei kommt es zum Novum, dass mit Lafer erstmals ein Koch antritt, der zuvor nicht als Gegner Mälzers in Erscheinung getreten war und hier sein Debüt feiert. Lafer bildet ein Team mit Mälzer, Neuner tritt zusammen mit Tim Raue an.
Die Weihnachts-Edition von 2024 wurde im November 2024 zunächst ohne konkretes Ausstrahlungsdatum angekündigt. Teilnehmen werden wie üblich Tim Mälzer und Tim Raue, die gegen die wiederkehrenden Roland Trettl und Sepp Schellhorn antreten. Letztendlich wurde die Ausstrahlung auf den 22. Dezember 2024 terminiert, während in den beiden Vorwochen zwei Wiederholungen regulärer Folgen zu sehen waren, wie auch in der darauffolgenden Woche.

## Die Weihnachts-Edition (2017)

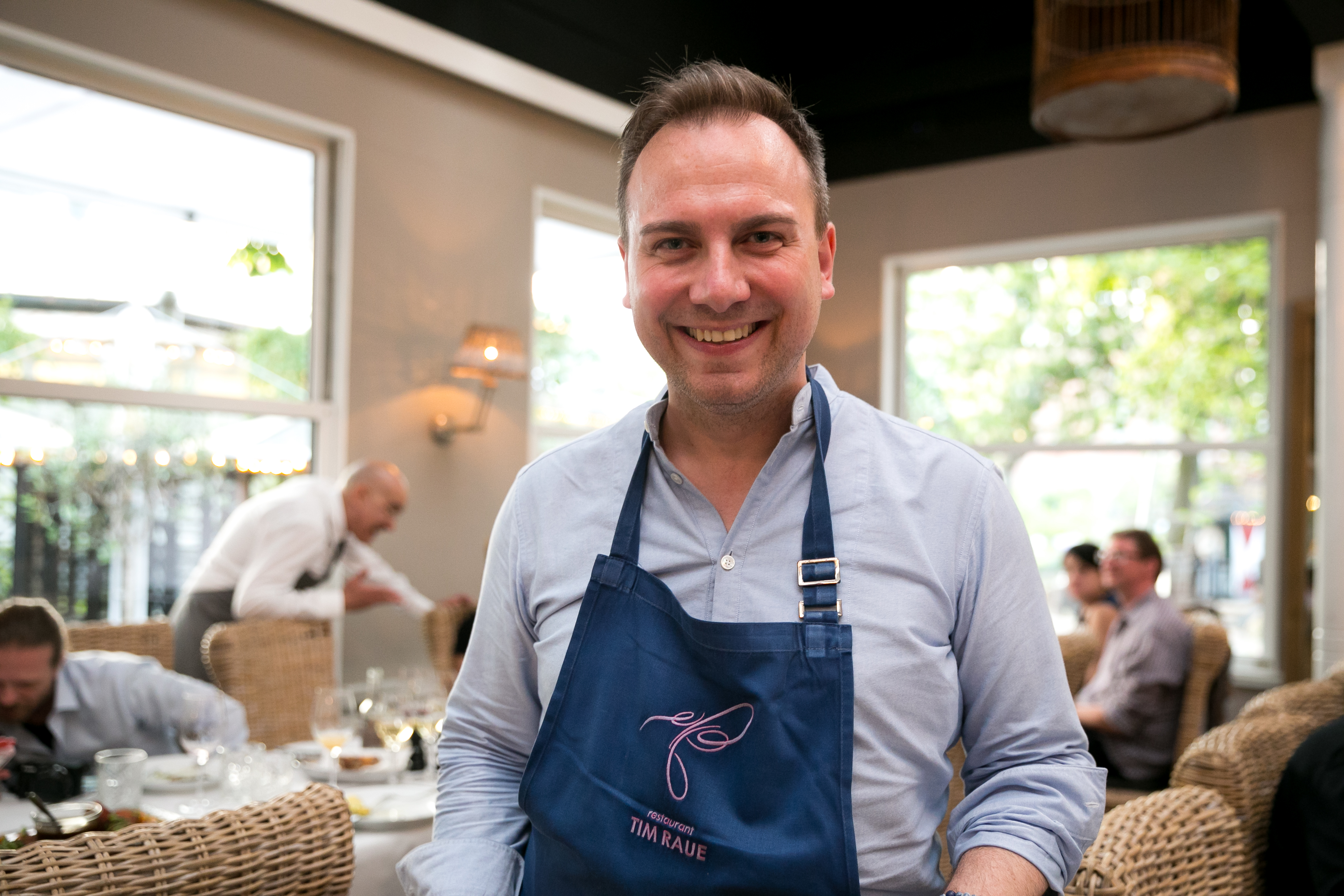
Tim Raue

Während der Auswertung der Duelle, bekochten sich die vier Köche gegenseitig, Tim Raue bereitete eine Vorspeise zu (Lachs mit Sam-Tam-Salat), Tim Mälzer einen Hauptgang (Roastbeef mit Remoulade und Bratkartoffeln), Roland Trettl ein Dessert (Bratäpfel), Christian Lohse Kochschinken-Pfannkuchen mit Kartoffelsalat.
| # | Erstausstrahlung  | Köche                                                  | Christian Lohse & Roland Trettl | Christian Lohse & Roland Trettl | Christian Lohse & Roland Trettl | Tim Mälzer & Tim Raue | Tim Mälzer & Tim Raue | Tim Mälzer & Tim Raue |
| # | Erstausstrahlung  | Köche                                                  | Länder                          | Gericht | Punkte                          | Länder                | Gericht | Punkte                |
| - | ----------------- | ------------------------------------------------------ | ------------------------------- | --- | ------------------------------- | --------------------- | --- | --------------------- |
| 1 | 10. Dezember 2017 | Christian Lohse & Roland Trettl, Tim Mälzer & Tim Raue | Finger Lake                     | Frittierte Königskrabbenbällchen, Reis-Cracker, Himbeer-Marshmallows & Graham Cracker, Warmer Kartoffelsalat, Johannisbeer-Cocktail, Rentier-Filet mit Pastinaken-Püree | 5,4/10                          | Cēsis                 | Graupenbrei mit Schweinskopf, über Feuer geschmortes Sauerkraut, Speck-Piragi, Erbsenbällchen, Quarkbällchen und Buberts (Griesspeise mit Moosbeeren-Soße) | 5,9/10                |

## Die Weihnachts-Edition (2018)

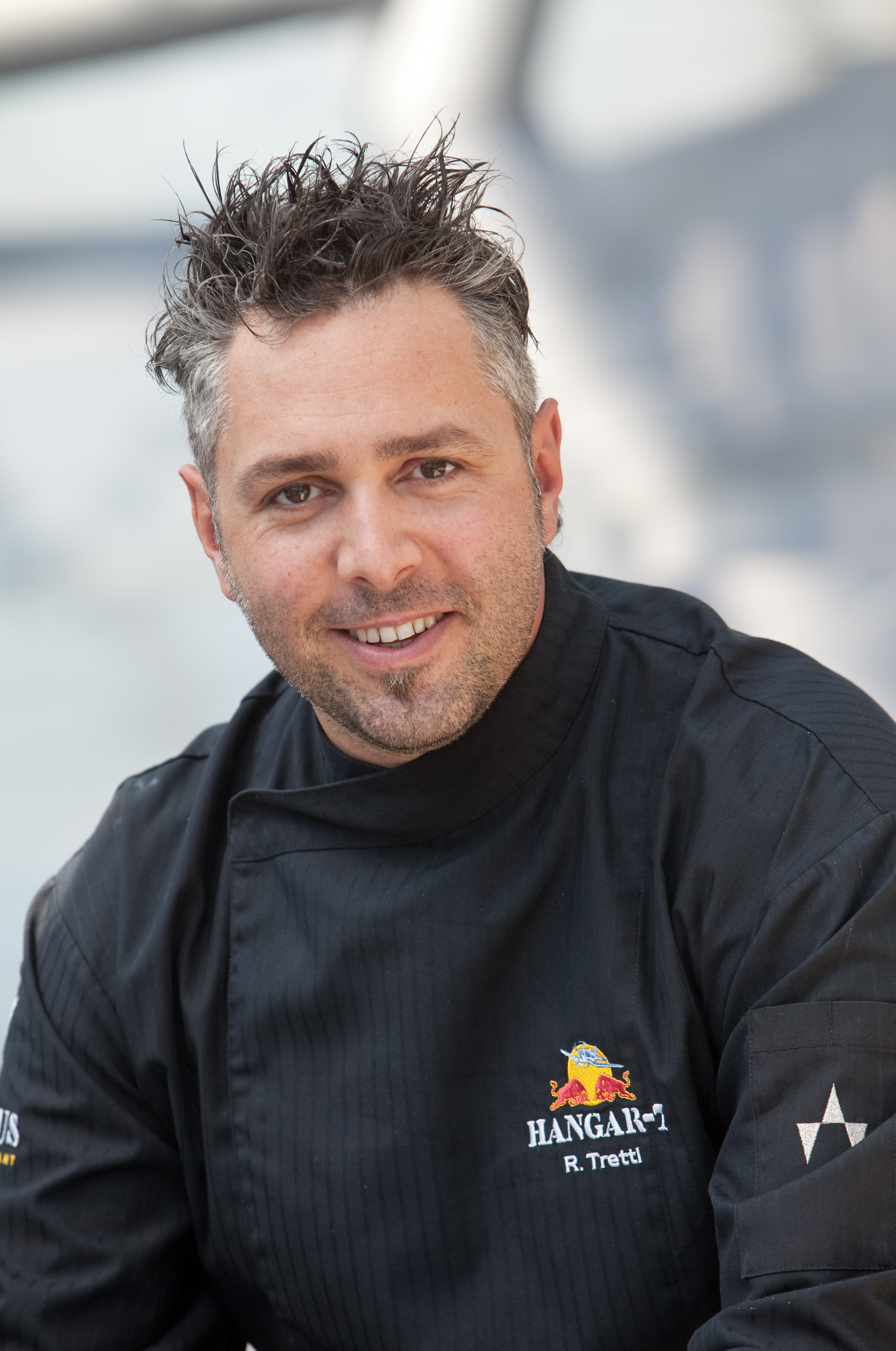
Roland Trettl

Zwischen den Gängen bekochten sich die vier Köche auch in dieser Folge gegenseitig, Tim Raue bereitete Sugo al maiale zu, Tim Mälzer Hühnerfrikassee. Trettl bereitete ein Fondue vom Rehrücken zu, sowie einen Radicchio-Salat mit Walnüssen, Schnurr einen Schokoladen-Brownie und Buttermilch-Eis („Dark Brownie Special PMS und Buttermilch-Erfrischung“).
| # | Erstausstrahlung  | Köche                                                      | Roland Trettl & Peter Maria Schnurr | Roland Trettl & Peter Maria Schnurr                                                                          | Roland Trettl & Peter Maria Schnurr | Tim Mälzer & Tim Raue | Tim Mälzer & Tim Raue | Tim Mälzer & Tim Raue |
| # | Erstausstrahlung  | Köche                                                      | Länder                              | Gericht | Punkte                              | Länder                | Gericht | Punkte                |
| - | ----------------- | ---------------------------------------------------------- | ----------------------------------- | --- | ----------------------------------- | --------------------- | --- | --------------------- |
| 2 | 16. Dezember 2018 | Roland Trettl & Peter Maria Schnurr, Tim Mälzer & Tim Raue | Kuusamo                             | Flammlachs, Weihnachtsschinken mit Senf, Steckrübenauflauf, Karottenauflauf, Weihnachtsmilchreis & Lebkuchen | 5,0/10                              | Salzburg/Goldegg      | Kastanien-Sellerie-Cremesuppe, Kletzenbrot, Spinatknödel, Kalbsbrust mit Endivie und Erdapfel-Gurken-Salat und Buchteln auf Vanillesoße (nach Sepp Schellhorn und Familie) (zum Scherz wurde zuvor Panettone durch Martin Klein gereicht) | 5,2/10                |

## Die Weihnachts-Edition (2019)

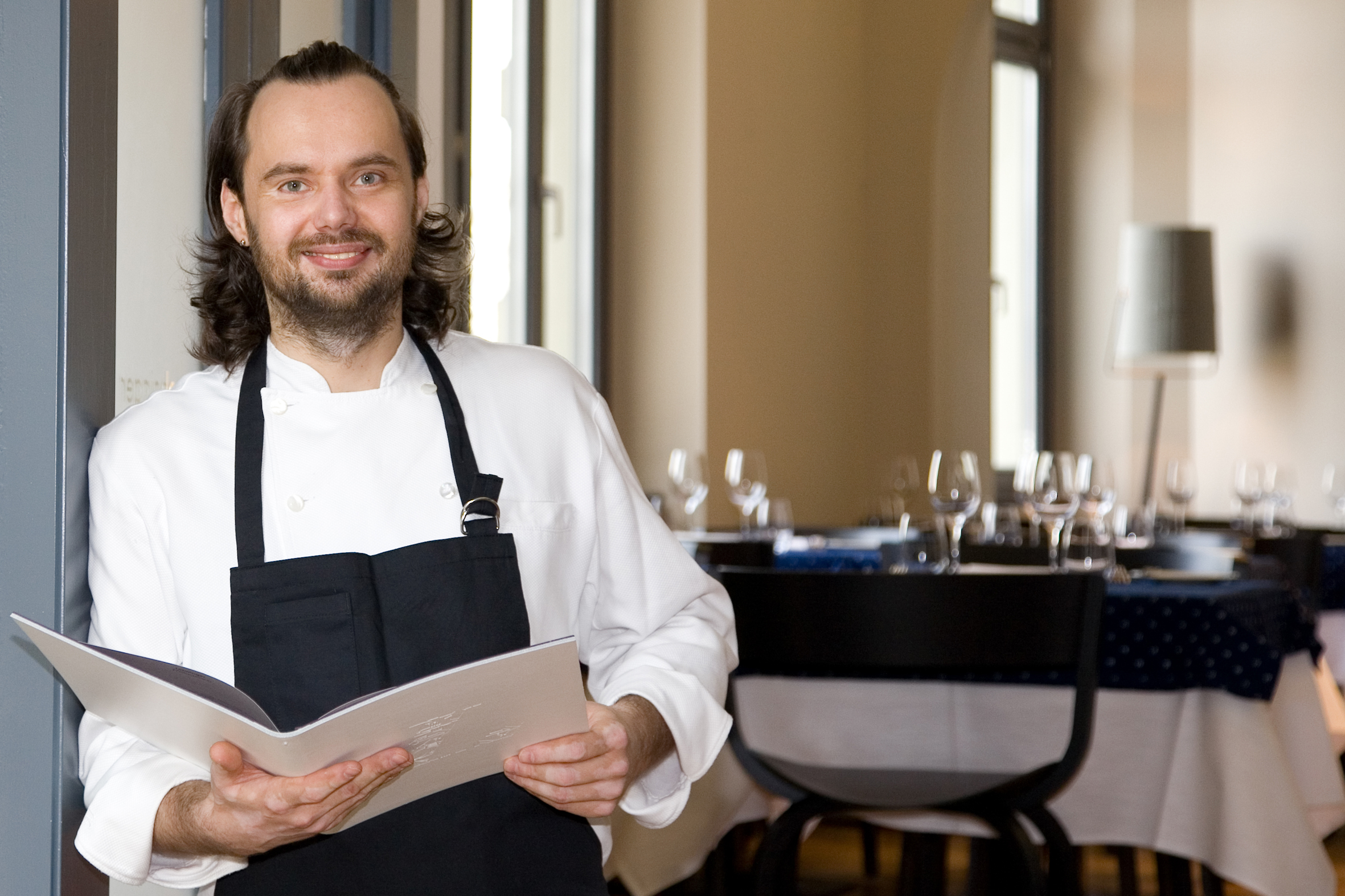
Mario Lohninger

Wie in den Vorjahren wurde auch während der Sendung gekocht. Lohninger servierte eine kanadische Hummer-Poutine, Mälzer einen Käse-Hackbraten und Weißkrautsalat, Trettl Schalotten im Heusalzteig mit Bergkäsesud, Tim Raue Calpico Mousse mit Passionsfrucht, Mango und Limette.
Zudem bekamen Mälzer und Raue von Trettl eine schwarze Box für ihr Duell in Staffel 5 überreicht: in diesem treten Mälzer und Raue gegeneinander in ein und derselben Location in Österreich an und kochen unabhängig voneinander beide dasselbe Gericht für dieselbe Jury.
| # | Erstausstrahlung  | Köche                                                  | Tim Raue & Roland Trettl | Tim Raue & Roland Trettl                                                           | Tim Raue & Roland Trettl | Tim Mälzer & Mario Lohninger | Tim Mälzer & Mario Lohninger | Tim Mälzer & Mario Lohninger |
| # | Erstausstrahlung  | Köche                                                  | Länder                   | Gericht                                                                            | Punkte                   | Länder                       | Gericht | Punkte                       |
| - | ----------------- | ------------------------------------------------------ | ------------------------ | ---------------------------------------------------------------------------------- | ------------------------ | ---------------------------- | --- | ---------------------------- |
| 3 | 15. Dezember 2019 | Tim Raue & Roland Trettl, Tim Mälzer & Mario Lohninger | Moskau                   | Salat Olivier, Klosterfisch, Minister-Schnitzel, Russische Honigtorte („Medovnik“) | 6,9/10                   | Montreal                     | Tarte Tourtière, Kapaun mit separater Brotfüllung und Holzapfelsoße, Gegrillter Seesaibling mit Pollensoße und gefüllten Kartoffeln, Pudding Chômeur | 6,3/10                       |

## Die Weihnachts-Edition (2020)

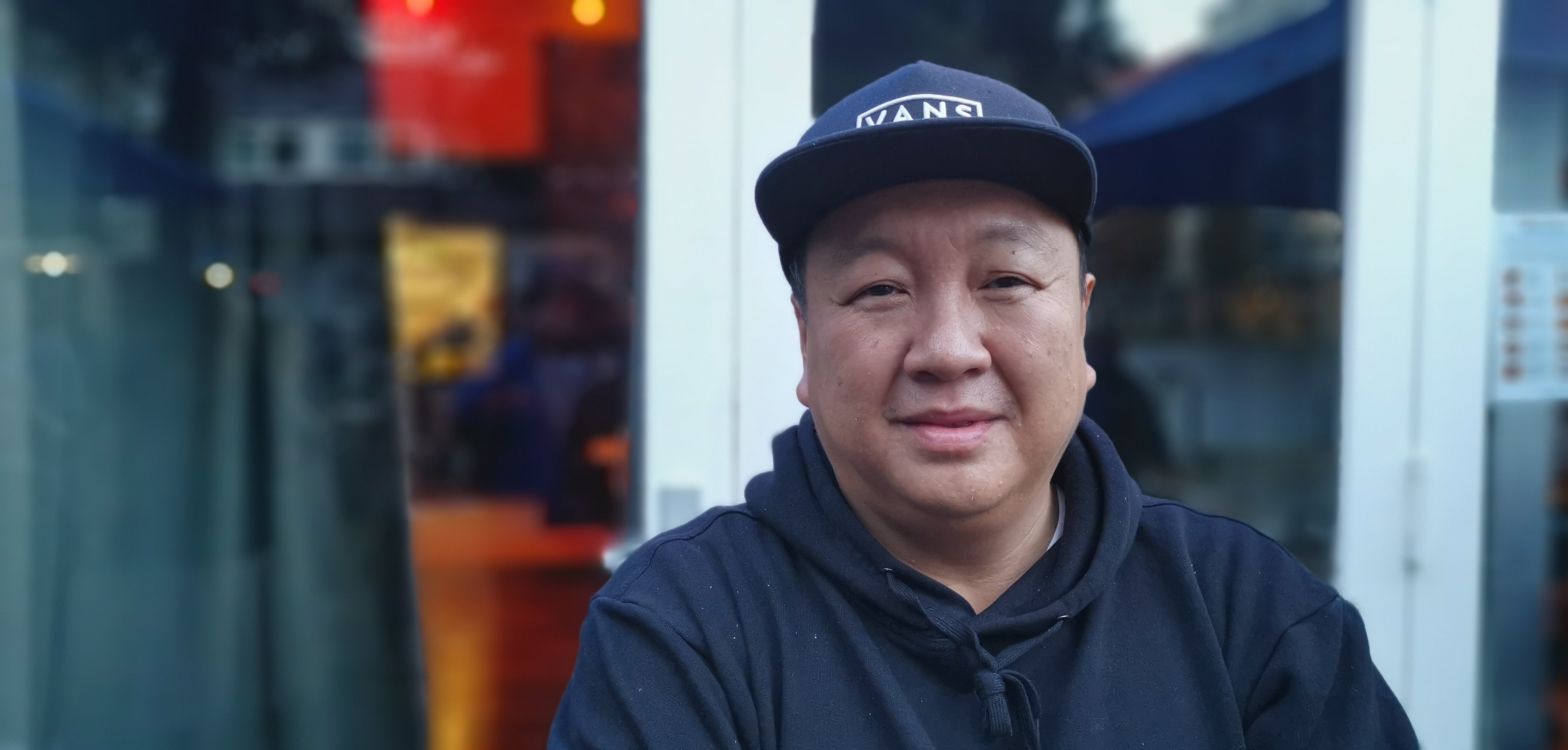
The Duc Ngo

Erneut wurde sich während der Auswertung beschert und dazu gekocht. The Duc Ngo servierte zur Vorspeise Wolfsbarsch-Tatar mit Creme Fraiche, Schnittlauch Creme und Limetten-Chili-Gel und Kaviar, Raue im Anschluss eine Kürbissuppe mit weißen türkischen Bohnen, Tomaten und Sucuk, Mälzer einen würzigen Kaiserschmarrn (mit Kartoffeln und Meerrettich) mit Lammschulter als Hauptgang und Strohe zur Nachspeise selbstgemachtes Spritzgebäck nach Rezept seiner Oma.
| # | Erstausstrahlung  | Köche                                           | Tim Mälzer & Max Strohe | Tim Mälzer & Max Strohe | Tim Mälzer & Max Strohe | Tim Raue & The Duc Ngo     | Tim Raue & The Duc Ngo                                                                                             | Tim Raue & The Duc Ngo |
| # | Erstausstrahlung  | Köche                                           | Länder                  | Gericht | Punkte                  | Länder                     | Gericht | Punkte                 |
| - | ----------------- | ----------------------------------------------- | ----------------------- | --- | ----------------------- | -------------------------- | --- | ---------------------- |
| 4 | 13. Dezember 2020 | Tim Mälzer & Max Strohe, Tim Raue & The Duc Ngo | Escholzmatt             | Kohlefondue mit Kohlenbrot und Fichtensenf, Heusuppe, Lebkuchenwurst auf Lebkuchen und Apfelring & Christbaum-Eis (nach Stefan Wiesner) | 6,7/10                  | Saint-Martin-de-Belleville | Kaviar mit Blumenkohl-Schnee, Rinderfilet mit Schalotte und Pommes Souffles & Dessert „Milch in allen Variationen“ | 7,1/10                 |

## Die Weihnachts-Edition (2021)

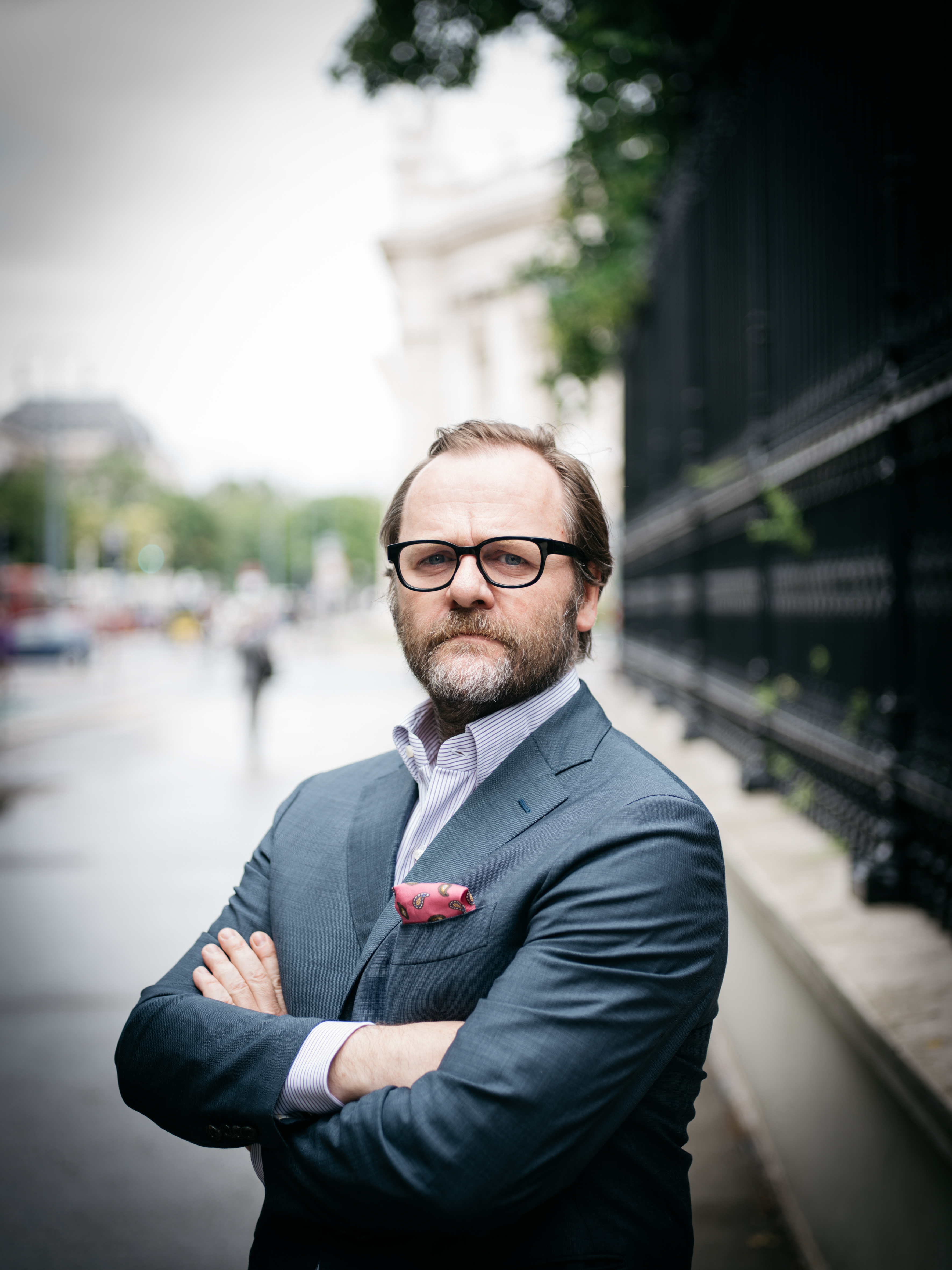
Sepp Schellhorn

Wie üblich wurde sich während der Sendung beschert und dabei gekocht. Mälzer servierte als Vorspeise Pinienkern-Risotto (mit Pilzen und Aal, Kirschtomaten und Käse), Raue gedämpften Steinbutt mit Lauch und Ingwer und Sojasud, Filippou gefüllte Wachtel mit Trahana und Liebstöckel und Schellhorn als Nachspeise ein Topfen-Soufflé mit Beeren.
| # | Erstausstrahlung  | Köche                                                        | Sepp Schellhorn & Konstantin Filippou | Sepp Schellhorn & Konstantin Filippou                                                | Sepp Schellhorn & Konstantin Filippou | Tim Mälzer & Tim Raue | Tim Mälzer & Tim Raue                                                                                      | Tim Mälzer & Tim Raue |
| # | Erstausstrahlung  | Köche                                                        | Länder                                | Gericht                                                                              | Punkte                                | Länder                | Gericht | Punkte                |
| - | ----------------- | ------------------------------------------------------------ | ------------------------------------- | ------------------------------------------------------------------------------------ | ------------------------------------- | --------------------- | --- | --------------------- |
| 5 | 19. Dezember 2021 | Sepp Schellhorn & Konstantin Filippou, Tim Mälzer & Tim Raue | St. Moritz                            | Pizzoccheri Valtellinesi, Brasato vom Hirsch mit Plain in Pigna, Engadiner Nusstorte | 6,8/10                                | Werfen                | Karpfenaspik mit Honig-Senf-Soße, Forellenstrudel, Salzburger Nockerl (nach Rudolf Obauer und Karl Obauer) | 4,7/10                |

## Die Weihnachts-Edition (2022)
Abermals kam es auch 2022 zum gemeinsamen Kochen und zur gemeinsamen Bescherung. Strohe servierte Sashimi von der Gelbfluss-Makrele, Raue bereitete singapurianischen Fischsud mit Chili, Kohl & Ingwer zu, Ludwig Maurer ein Steaktartar (Oldschool) vom Wagyu-Rind, Mälzer zum Nachtisch Bratapfel mit Cognac-Toffee-Soße, Panettone und Eis.
| # | Erstausstrahlung  | Köche                                             | Tim Mälzer & Ludwig Maurer | Tim Mälzer & Ludwig Maurer                                                    | Tim Mälzer & Ludwig Maurer | Tim Raue & Max Strohe | Tim Raue & Max Strohe | Tim Raue & Max Strohe |
| # | Erstausstrahlung  | Köche                                             | Länder                     | Gericht                                                                       | Punkte                     | Länder                | Gericht | Punkte                |
| - | ----------------- | ------------------------------------------------- | -------------------------- | ----------------------------------------------------------------------------- | -------------------------- | --------------------- | --- | --------------------- |
| 6 | 11. Dezember 2022 | Tim Mälzer & Ludwig Maurer, Tim Raue & Max Strohe | München                    | Suppe vom Loup de Mer, Gebackener Zander und Fried Rice mit Iberico Schwein 1 | 4,1/10                     | Mattinata             | Panettone 2 & Tagliatelle mit Kichererbsen und Baccala in Tomatensoße mit Focaccia (nach der Mutter von Matteo Ferrantino, der auch Teil der Jury war) | 6,6/10 - ⅓ = 4,4/10   |

## Die Weihnachts-Edition (2023)

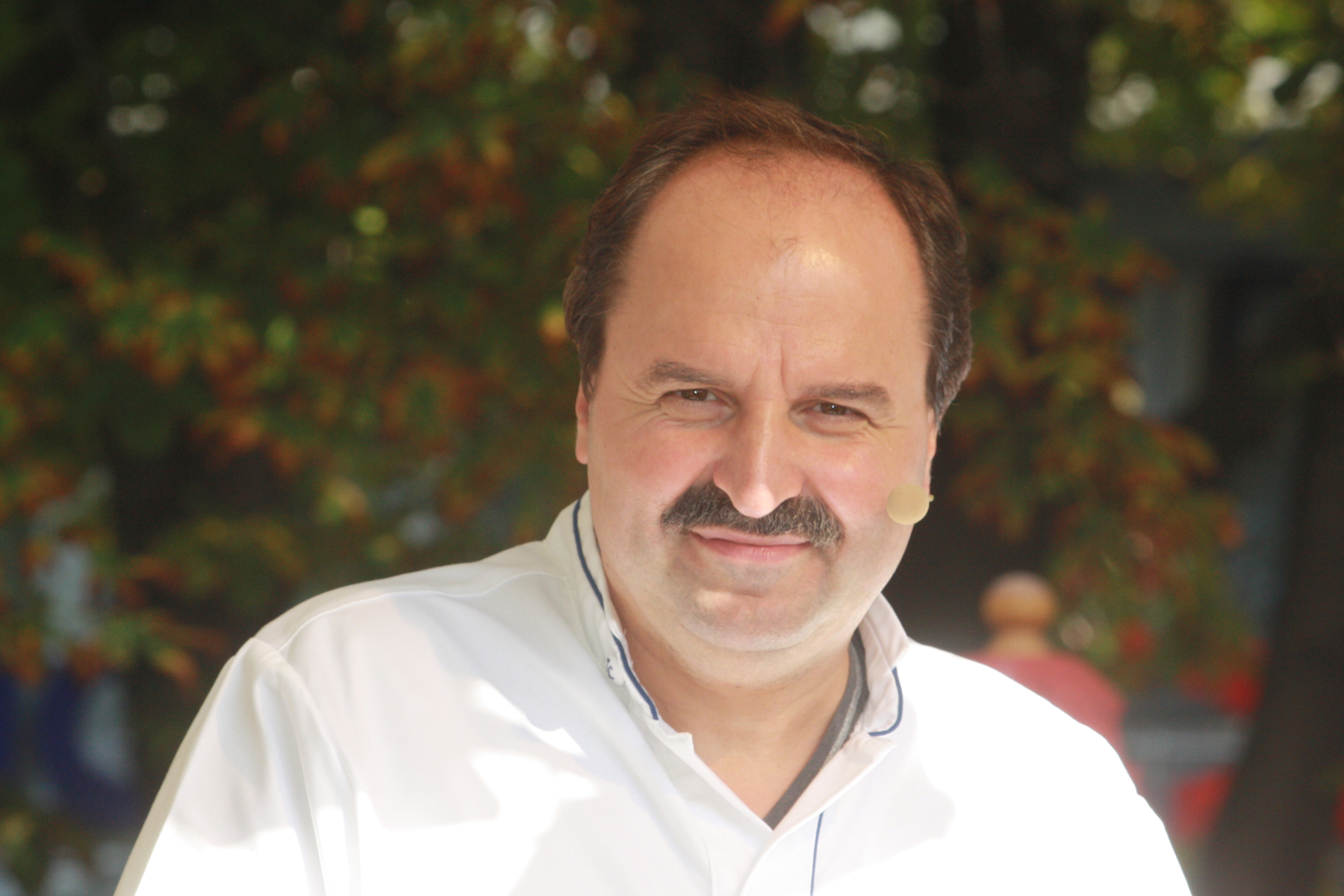
Johann Lafer

Wie in jedem Jahr wurde sich beschert und bekocht. Mälzer servierte zur Vorspeise ein Fischbrötchen vom pulled Bacalhau mit Muschelragou, Hans Neuner Octopus Cataplana, Raue servierte Entenklein in Majoran Jus „Berliner Art“ mit Kartoffel-Sellerie-Püree, Johann Lafer eine Schokoladen Mille-feue mit weihnachtlicher Schokolade.
| # | Erstausstrahlung | Köche                                             | Tim Raue & Hans Neuner | Tim Raue & Hans Neuner                               | Tim Raue & Hans Neuner | Tim Mälzer & Johann Lafer | Tim Mälzer & Johann Lafer | Tim Mälzer & Johann Lafer |
| # | Erstausstrahlung | Köche                                             | Länder                 | Gericht                                              | Punkte                 | Länder                    | Gericht | Punkte                    |
| - | ---------------- | ------------------------------------------------- | ---------------------- | ---------------------------------------------------- | ---------------------- | ------------------------- | --- | ------------------------- |
| 7 | 3. Dezember 2023 | Tim Raue & Hans Neuner, Tim Mälzer & Johann Lafer | Valletta/Sliema        | Timpana, Weihnachtliche Wachtel, Apfel-Walnuss-Tarte | 6,3/10                 | Warschau                  | Steinpilzsuppe mit schwarzem Knoblauch, Geräucherte Aal Terrine mit Topinambur und Meerrettich-Avocado Salat, Lebkuchen-Aubergine gefüllt mit Pflaumen Chutney und Halva Creme mit Schokoladensoße (nach Wojciech Modest Amaro) | 5,4/10                    |

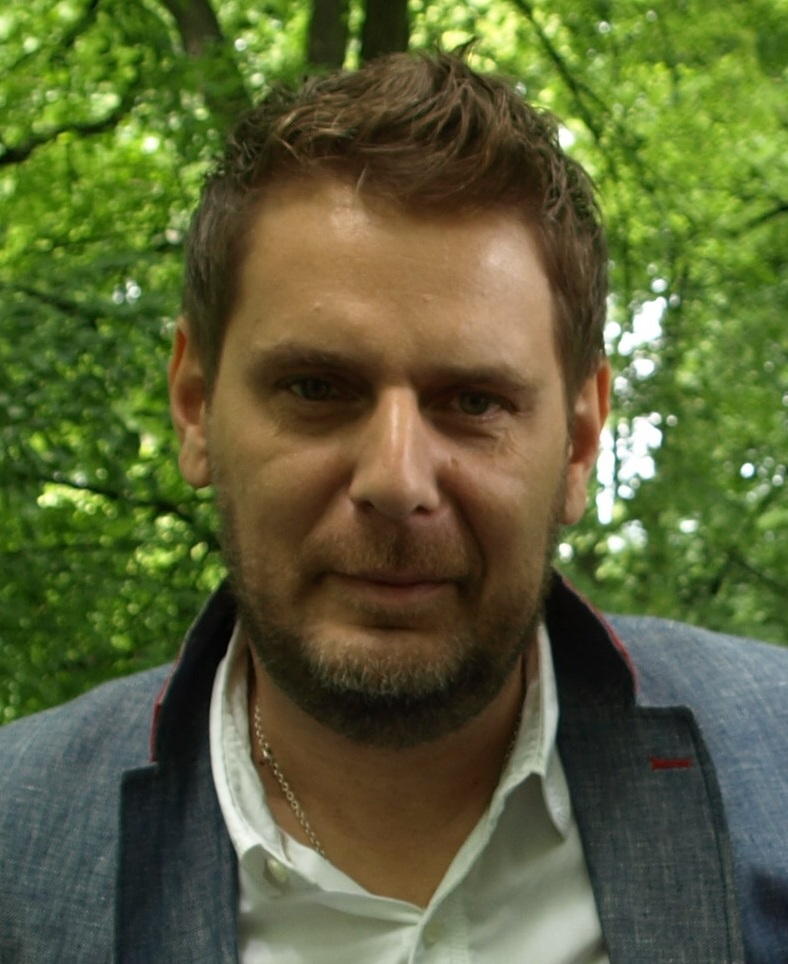
Wojciech Modest Amaro

## Die Weihnachts-Edition (2024)
Während die Bescherung wie gewohnt erfolgte, wurden die Teilnehmer in den Zwischengängen bekocht, anstatt sich untereinander zu bekochen. Diese Aufgabe übernahmen die Köche Wahabi Nouri, Marc Ostermann und Matteo Ferrantino. Nouri servierte ein Taubenpastilla mit Shakshuka, Ostermann Gans mit Rotkraut und Klößen, Ferrantino ein Tiramisu.
| # | Erstausstrahlung  | Köche                                                 | Roland Trettl & Sepp Schellhorn | Roland Trettl & Sepp Schellhorn                                                | Roland Trettl & Sepp Schellhorn | Tim Mälzer & Tim Raue               | Tim Mälzer & Tim Raue | Tim Mälzer & Tim Raue |
| # | Erstausstrahlung  | Köche                                                 | Länder                          | Gericht                                                                        | Punkte                          | Länder                              | Gericht | Punkte                |
| - | ----------------- | ----------------------------------------------------- | ------------------------------- | ------------------------------------------------------------------------------ | ------------------------------- | ----------------------------------- | --- | --------------------- |
| 8 | 22. Dezember 2024 | Roland Trettl & Sepp Schellhorn Tim Mälzer & Tim Raue | Kreta                           | Xinochondros-Suppe, Antikristo mit Kartoffeln und Wildkräutern, Galaktoboureko | 6,1/10                          | Fürstenau GR (Schloss Schauenstein) | Zanderfilet Kapuziner Kohlrabi, Reh mit Rotkraut und Dörrpflaumenbrot, Gebrannte Creme mit Crumble (nach Andreas Caminada) 1 | 6,3/10                |

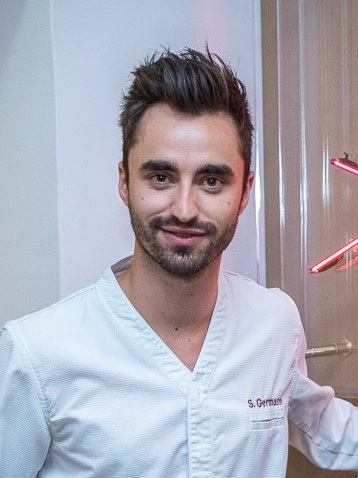
Silvio Germann
Andreas Caminada

## Einschaltquoten
| Jahr | Datum der Erstausstrahlung | Zuschauer Gesamt | Zuschauer 14 bis 49 Jahre | Quote Gesamt   | Quote 14 bis 49 Jahre | Quellen         |
| ---- | -------------------------- | ---------------- | ------------------------- | -------------- | --------------------- | --------------- |
| 2017 | 10. Dez. 2017              | 1,91 Mio.        | 1,19 Mio.                 | keine Angabe   | 10,9 %                | [ 16 ]          |
| 2018 | 16. Dez. 2018              | 1,60 Mio.        | 1,06 Mio.                 | 10,5 %         | 10,6 %                | [ 17 ] [ 18 ]   |
| 2019 | 15. Dez. 2019              | nicht abrufbar   | nicht abrufbar            | nicht abrufbar | nicht abrufbar        | nicht verfügbar |
| 2020 | 13. Dez. 2020              | 1,13 Mio.        | 0,75 Mio.                 | 3,8 %          | 8,2 %                 | [ 19 ]          |
| 2021 | 19. Dez. 2021              | 1,42 Mio.        | 0,80 Mio.                 | 5,3 %          | 11,2 %                | [ 20 ]          |
| 2022 | 11. Dez. 2022              | 1,27 Mio.        | 0,61 Mio.                 | 5,2 %          | 10,6 %                | [ 21 ]          |
| 2023 | 3. Dez. 2023               | 1,18 Mio.        | 0,48 Mio.                 | 4,9 %          | 8,0 %                 | [ 22 ]          |
| 2024 | 22. Dez. 2024              | 1,07 Mio.        | 0,48 Mio.                 | 4,7 %          | 9,5 %                 | [ 23 ] [ 24 ]   |